# FeinSinn
FeinSinn ist eine österreichische Künstlergruppe aus Wien, die 2003 von Alexander Nantschev und Elke Pichler gegründet wurde.
Live-Musik (Klassische Musik, Popmusik, Psychedelic), Zeitgenössischer Tanz und  Videokunst sind in ihrem Zusammenspiel typisch für die aus Wien und Oberösterreich stammenden Künstler.
Seit 2009 tritt die Gruppe auch als Band auf.

## Musik- und Tanzprojekte
Komposition: Alexander Nantschev, Choreographie: Elke Pichler
- [A]ura (2014) KosmosTheater Wien, KosmosTheater (Wien)
- to_rsO (2012) Expedithalle der ehemaligen Ankerbrot Fabrik, Tabakfabrik (Linz), UCCA Peking, International Festival Hangzhou
- Österreich hat Talent (2011) Alter Schl8hof Wels
- Gefühl, Gesicht, Gestalt (2010) Österreichisches Theatermuseum, Festspielhaus St. Pölten
- Private Nirvana (2009) WUK (Kulturzentrum)
- A Lie In Paradise (2008) WUK (Kulturzentrum), International Women Festival Peking (2013)
- Homo Spaciens (2008) Szene Bunte Wähne Theaterfestival
- Die Sieben Jahreszeiten (2007) Urania (Wien)
- Weihnachten mit Marilyn Monroe und Adriano Celentano (2006) Tanzquartier Wien
- Freak Out (2006) Szene Bunte Wähne und SCHÄXPIR Theaterfestival
- Der disziplinierte blonde Engel und der balkanesische Teufelsgeiger (2005) Tanzquartier Wien
- C.L.I.P. (2004) SCHÄXPIR Theaterfestival

## Diskografie
- Tea on the Moon (2011), Eigenproduktion und -vertrieb

## Rezeption
- "...ein Klassiker der jungen Tanzszene" (3sat Kulturzeit, Jänner 2007 )
- "...in einzigartiger Behutsamkeit entwarfen die Tänzerin Elke Pichler und der Geiger Alexander Nantschev ein sensibles Theaterkonglomerat. Tanzen, singen will man, das junge Leben wird abgefeiert und gleichzeitig abgefeuert. Nantschev schafft mit Geige und E-Gitarre ein kraftstrotzend fragiles Klanguniversum..." (Kronen Zeitung, 1. Juli 2006)
- "...das Musik- und Tanztheater ist wie eine Mischung aus Kandinsky, Pink Floyd und Stanley Kubrick..." (Oberösterreichische Nachrichten, 16. Oktober 2008)

## Förderungen
Seit 2003 erhielt die Gruppe Förderungen für ihre Musik- und Tanzprojekte durch das Land Oberösterreich, die Stadt Wien, das Bundeskanzleramt (Österreich), die SKE.